# فانامويسا (مقاطعة فالغا)
فانامويسا (بالإنجليزية: Vanamõisa, Valga County)‏ هي قرية تقع في إستونيا في مقاطعة فالغا.[بحاجة لمصدر] يقدر عدد سكانها بـ 25 نسمة .